# Lovelace (film)
Pour les articles homonymes, voir Lovelace.
Pour plus de détails, voir Fiche technique et Distribution.
Lovelace est un film biographique américain de Rob Epstein et Jeffrey Friedman sorti en 2013.
Il s'agit de la 4e adaptation de la vie de Linda Lovelace après The Real Linda Lovelace, Deeper Than Deep et la comédie musicale Lovelace: A Rock Musical.

## Synopsis
La vie de l'actrice pornographique Linda Lovelace, vedette de Gorge profonde, ses relations tumultueuses avec son mari et manager Chuck Traynor, puis son émancipation et son engagement contre la pornographie.

## Fiche technique
- Titre original : Lovelace
- Réalisation : Rob Epstein et Jeffrey Friedman
- Scénario : Merritt Johnson et Andy Bellin
- Direction artistique : William Arnold
- Décors : David Smith
- Costumes : Karyn Wagner
- Photographie : Eric Alan Edwards
- Son :
- Montage : Robert Dalv et Matthew Landon
- Musique : Stephen Trask
- Production : Heidi Jo Markel, Laura Rister, Jason Weinberg et Jim Young
- Sociétés de production : Animus Films, Eclectic Pictures, Millennium Films et Untitled Entertainment
- Société(s) de distribution :  : Warner Bros.
- Budget : 10 000 000 $
- Pays d’origine :  États-Unis
- Langue originale : anglais
- Format : couleur - 35 mm - son Dolby numérique
- Genre cinématographique : Film biographique
- Durée : 92 minutes
- Dates de sortie :
  -  États-Unis : 22 janvier 2013 (Festival de Sundance 2013) ; 9 août 2013 (sortie limitée)
  -  Croatie : 8 août 2013
  -  France : 6 septembre 2013 (Festival du film américain de Deauville)
  -  France : 8 janvier 2014

## Distribution
- Amanda Seyfried (VF : Sophie O) : Linda Lovelace
- Peter Sarsgaard (VF : Michaël Cermeno) : Chuck Traynor
- Sharon Stone (VF : Sylvie Santelli) : Dorothy Boreman
- Robert Patrick : John J. Boreman
- Juno Temple : Patsy
- Chris Noth (VF : Christian Renault) : Anthony Romano
- Bobby Cannavale (VF : Éric Bonicatto) : Butchie Peraino
- Hank Azaria : Gerard Damiano
- Adam Brody : Harry Reems
- Chloë Sevigny : Rebecca
- James Franco : Hugh Hefner
- Debi Mazar : Dolly Sharp
- Wes Bentley : Thomas, le photographe
- Eric Roberts : Nat Laurendi
- Cory Hardrict : Frankie Crocker
- David Gueriera : Larry Marchiano, deuxième mari de Linda
- Sandy Martin : Femme au tiquet

## Distinctions

### Nominations
- Festival du cinéma américain de Deauville 2013 : hors compétition, sélection « Premières »
- Festival du film de Sundance 2013 : sélection hors compétition « Premieres »
- Festival du film de Sydney 2013 : sélection « Special Presentations at the State »

### Revue de presse
- David Fontaine, « Lovelace », Le Canard enchaîné, Paris, 8 janvier 2014, p. 6,  (ISSN 0008-5405)